# Бертранкур
Бертранкур (фр. Bertrancourt) насеље је и општина у североисточној Француској у региону Пикардија, у департману Сома која припада префектури Амјен.
По подацима из 2011. године у општини је живело 208 становника, а густина насељености је износила 34,15 становника/km². Општина се простире на површини од 6,09 km². Налази се на средњој надморској висини од 149 метара (максималној 157 m, а минималној 125 m).

## Демографија
| 1962. | 1968. | 1975. | 1982. | 1990. | 1999. | 2011. |
| ----- | ----- | ----- | ----- | ----- | ----- | ----- |
| 247   | 250   | 231   | 200   | 200   | 199   | 208   |

График промене броја становника у току последњих година